# Сучков, Сергей Вениаминович
Серге́й Вениами́нович Сучко́в (укр. Сергій Веніамінович Сучков; 6 октября 1968, Владимир-Волынский — 3 мая 2022, Харьковская область) — украинский военнослужащий, старший лейтенант, участник российско-украинской войны. Герой Украины (8 июля 2023, посмертно).

## Биография
Окончил Киевское высшее общевойсковое командное училище. С тех пор служил на разных должностях, уволился из армии по семейным обстоятельствам. В 2020 году вернулся на военную службу, был назначен командиром 2-го разведывательного взвода 14-й отдельной механизированной бригады Вооружённых сил Украины. Участвовал в операции Объединённых сил на Донбассе.
С начала полномасштабного вторжения войск РФ в Украину продолжил защищать её государственный суверенитет и территориальную целостность. Разведывательный взвод под его руководством осуществлял разведку сил противника по разным направлениям выполнения боевых задач.
В марте 2022 года участвовал в освобождении села Благодатное Первомайского района Николаевской области. 2 мая его группа попала во вражескую засаду. На следующий день во время артиллерийских обстрелов погиб.

## Награды
- Звание «Герой Украины» с удостоением ордена «Золотая Звезда» (8 июля 2023, посмертно) — за личное мужество и героизм, проявленные в защите государственного суверенитета и территориальной целостности Украины, верность военной присяге[1].
- Орден «За мужество» III степени (13 апреля 2022, посмертно) — за личное мужество и самоотверженные действия, проявленные в защите государственного суверенитета и территориальной целостности Украины, верность военной присяге[2].